# Tigajuru
Tigajuru is een bestuurslaag in het regentschap Japara van de provincie Midden-Java, Indonesië. Tigajuru telt 2587 inwoners (volkstelling 2010).